# برين الوسط (كوه بنج)
برين الوسط (بالفارسية: برین وسطی) هي قرية تقع في إيران في البلدة المركزية.